# Phrynobatrachus steindachneri
Phrynobatrachus steindachneri är en groddjursart som beskrevs av Fritz Nieden 1910. Phrynobatrachus steindachneri ingår i släktet Phrynobatrachus och familjen Phrynobatrachidae. IUCN kategoriserar arten globalt som sårbar. Inga underarter finns listade i Catalogue of Life.